# フレディ・ボビッチ
フレディ・ボビッチ（Fredi Bobic, 1971年10月30日 - ）は、スロベニア系ドイツ人の元サッカー選手。現役時代のポジションはフォワード。元ドイツ代表。

## 経歴

### ユース
スロベニア人の父とクロアチア人の母の下でユーゴスラビア社会主義連邦共和国のマリボルに生まれたボビッチは、誕生から数か月で両親と共に西ドイツ（ドイツ連邦共和国）へ移住し、シュトゥットガルトのハルシュラグで育った。1979年にVfRバートカンシュタット（VfR Bad Cannstatt）でサッカーを始め、翌年にVfBシュトゥットガルトの下部組織に移動。それから6年後にライバルであるシュトゥットガルト・キッカーズの下部組織に入団し、DFBジュニアクラブカップを制覇した。

### 下部リーグ時代
1990年、TSFディツィンゲンでキャリアをスタートし、1年後の1991-92シーズンに19得点を挙げて4部（現5部）得点王に輝いた。その後、2部のシュトゥットガルト・キッカーズと契約し、1992年から1994年までの在籍で62試合26得点を記録した。

### VfBシュトゥットガルト
1994-95シーズンに契約した1部のVfBシュトゥットガルトでは、1994年8月19日にハンブルガーSVとの開幕戦（2-1）で途中出場から初出場を飾り、試合終了間際に決勝点を挙げてファンの心を掴んだ。その後、4試合連続で得点を挙げる活躍を見せたことで程なくしてドイツ代表に招集されている。翌1995-96シーズンには、コンビを組むエウベルと新加入の攻撃的MFクラシミール・バラコフと共に「magischen Dreiecks」と呼ばれる程の強力な前線を築いてファンを魅了。チーム全体としては、リーグ戦で10位に終わり振るわなかったものの、総得点59の内でボビッチ（17得点）、エウベル（16得点）、バラコフ（7得点）の3人だけで40得点を記録し、また、ボビッチ自身は得点王に輝いた。1996-97シーズンはさらに得点力に磨きがかかり、リーグ戦で4位、DFBポカールでは優勝して成功を収めた。

### ボルシア・ドルトムント以降
1999-2000シーズンにボルシア・ドルトムントへ移籍すると、1999-2000シーズン、2000-01シーズンとチーム最多の得点源として活躍をしていた。しかし、得点数自体で見ればシュトゥットガルト時代程の力を示すことは出来ずにいたため、2001年夏にヤン・コラー、マルシオ・アモローゾとエベルトンの3人が加入してくるとマティアス・ザマー監督の構想外となり、2001-02シーズンの前半戦で僅か3試合の出場にとどまった。そのため、2002年1月11日にイングランド1部のボルトン・ワンダラーズFCへ貸し出されたボビッチは、2002年3月30日のアストン・ヴィラFC戦（3-2）の1得点、4月6日にリーボック・スタジアムでのイプスウィッチ・タウンFC戦（4-1）でのハットトリックと僅か4得点と得点力こそ多くはなかったが、イプスウィッチ戦での勝利はチームを降格圏から救い出す重要なものとなっている。
イングランドから帰国後は、ボルシア・メンヒェングラートバッハと交渉するも、自身が望む金銭面での開きあったため失敗に終わり、最終的に2002年9月2日に昇格組のハノーファー96と契約した。27試合14得点を挙げて自身の地位を再確立することに成功し、キッカー紙の投票による年間最優秀サッカー選手賞では、ミヒャエル・バラックに次ぐ2位に選ばれた。しかし、2003年5月20日に2年契約したヘルタ・ベルリンでは、ルパート・ショルツ会長から公に不満を言われるほどに精彩を欠き、また、冬の中断期間ではハンス・マイヤー（en）監督から親善試合への帯同の不参加を言い渡されるなど、厳しい状態に置かれ、2季の在籍で54試合中わずか8得点となった。
ヘルタ・ベルリン退団後は無所属の日々が続き、2006年1月25日にクロアチア1部のHNKリエカと6月30日までの契約を締結。NKヴァルテクス・ヴァラジュディンとのフルヴァツキ・ノゴメトニ・クプ決勝戦では、第2戦こそ出場はなかったものの、第1戦では得点を挙げてチームの優勝に貢献。2006年6月30日の契約満了に伴い現役を引退した。

### 代表

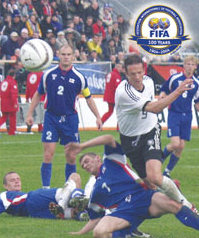
ドイツ代表でのプレー(右)

ベルティ・フォクツ監督の下、1994年10月12日にブダペストでのハンガリー戦でドイツ代表初出場を飾る。それ以降は定期的に招集され、UEFA EURO '96の一員として優勝を経験するも、出場18試合目となった1998年2月のサウジアラビア戦から約4年間招集されることはなかった。
2002年11月19日にカルステン・ヤンカーの負傷辞退によりルディ・フェラー監督の下で久しぶりに招集され、21日のオランダ戦（1-3）で復帰を果たし、チーム唯一の得点を挙げて力を示すことに成功した。その後もフェラー監督によって定期的に招集され、UEFA EURO 2004予選で4得点を挙げてチームの本大会進出に貢献した。
フェラー監督の後任としてユルゲン・クリンスマン監督が就任すると、クリンスマン監督から代表引退を促されたため、UEFA EURO 2004のラトビア戦が最後の試合となり、ドイツ代表として37試合10得点を記録した。

### 引退後
現役引退後は、ドイツとオーストリアで様々なテレビ局で活動。2009年3月25日にブルガリア1部のPSFCチェルノモレツ・ブルガスのディレクターに就任し、元同僚で現監督のバラコフと共に仕事をすることになった。

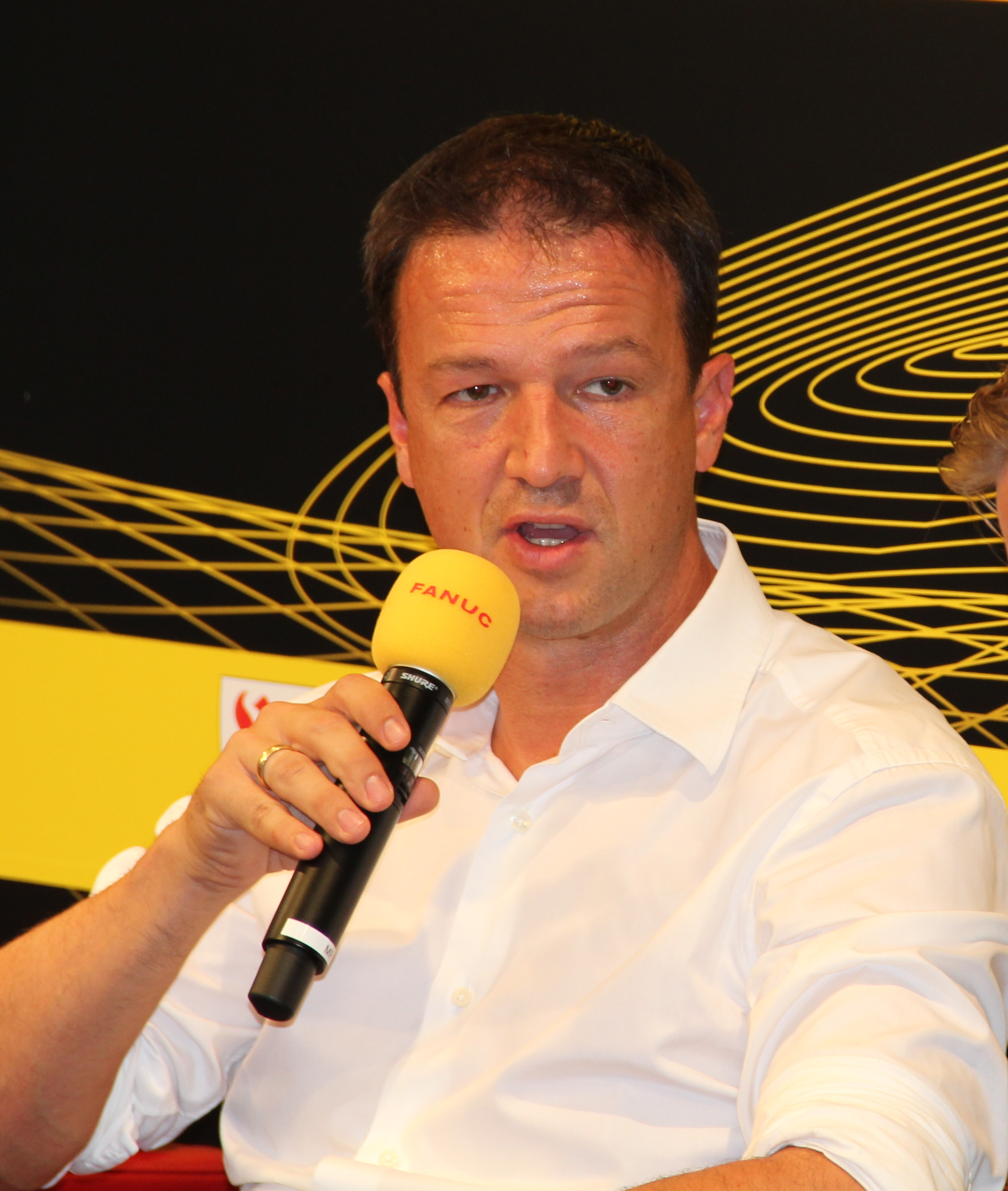
VfBシュトゥットガルトSD時代（2013年）

2010年7月27日にVfBシュトゥットガルトのスポーツディレクターに就任し、2012年1月20日にクラブと契約を2016年6月まで延長した。2013年4月10日からは、クラブの執行役会の一員に選出された。2014年9月24日にスポーツディレクターを解任された。
2016年6月2日、アイントラハト・フランクフルトの取締役兼スポーツディレクター（競技部門代表）就任を発表（競技部門担当がボビッチ、広報担当はアクセル・ヘルマン、財務部門はオリヴァー・フランケンバッハが務める三頭体制）。2021年4月14日、同年5月31日付で退任を発表、それと同時にボビッチの古巣であるヘルタ・ベルリンは、2021-2022シーズンよりマネージングディレクターとしてボビッチの招聘を発表した。ヘルタでもフランクフルトを躍進させたボビッチの手腕に期待されていたが、選手獲得や監督選定で成果を上げられず、2022年6月の会長選挙でもボビッチが支持したフランク・シュテッフェル候補ではなく、対抗馬のケイ・ベルンシュタインが新会長に当選すると、一層立場は悪化し、2023年1月に成績不振の責任を取らされる形で解任された（その後、ヘルタは2部降格している）。

## エピソード
シュトゥットガルト時代に同僚のマルコ・ハーバー（en）、ゲアハルト・ポシュナー（en）と共に「tragisches Dreieck」としてCDを出している。

## タイトル
代表
ドイツ代表
- UEFA欧州選手権 : 1996

クラブ
VfBシュトゥットガルト
- DFBポカール : 1996-97

HNKリエカ
- フルヴァツキ・ノゴメトニ・クプ : 2005-06

個人
- オーバーリーガ得点王 : 1991-92
- ドイツ・ブンデスリーガ得点王 : 1995-96